# ياسر الفهمي
ياسر الفهمي لاعب كرة قدم سعودي يلعب كصانع لعب ويجيد المراوغة والاختراقات ولد في 20 ديسمبر 1991.
لعب في كأس العالم للشباب 2011، وأحرز هدفين في مباراة المنتخب الكرواتي وجوتيمالا.

## المسيرة الكروية

### انضمامه لنادي الأهلي السعودي
بدأت المفاوضات مع اللاعب ونادي حراء عقب اللقاء الودي الذي جمع كلا من فريقي حراء والنادي الأهلي، حيث أعجب الأمير خالد بن سلطان بن عبد العزيز آل سعود ومدرب الفريق جوتيريز وأوصوا بالتعاقد مع اللاعب.

### تنقلاته
وقع مع نادي الوحدة في عام 2016 عقد اعارة مع نادي الوحدة لمدة عام و وقع مع نادي الباطن مطلع عام 2018 بعد حصوله على مخالصة من النادي الأهلي و لعب بعدها في نادي جدة ونادي أحد ونادي القادسية.

## روابط خارجية
- ياسر الفهمي على موقع الاتحاد الدولي (مؤرشف)  (الإنجليزية)
- ياسر الفهمي على موقع قاعدة بيانات كرة القدم.إي يو (الإنجليزية)
- ياسر الفهمي على موقع Soccerway.com (الإنجليزية)